# Karl-Friedrich Höcker
 (avril 2013).
Si vous disposez d'ouvrages ou d'articles de référence ou si vous connaissez des sites web de qualité traitant du thème abordé ici, merci de compléter l'article en donnant les références utiles à sa vérifiabilité et en les liant à la section « Notes et références ».
Pour les articles homonymes, voir Höcker.
Karl Höker de son vrai nom Karl-Friedrich Höcker né le 11 décembre 1911 à Engershausen et mort le 30 janvier 2000 à Lübbecke fut, durant la Seconde Guerre mondiale, un nazi et membre du personnel du camp de concentration d'Auschwitz.
Il était un SS - Obersturmführer (Lieutenant) et l'adjoint de Richard Baer (Commandant du Camp de concentration d'Auschwitz de mai 1944 à février 1945).
En 2006, un album photo confectionné par Höcker, avec quelque 116 photos de son séjour à Auschwitz, a été donné à l'United States Holocaust Memorial Museum, suscitant un nouvel intérêt pour ses activités en tant qu'administrateur de camps de concentration.

## Biographie

### Jeunesse
Le plus jeune d'une famille de six enfants, Höcker est né dans le village de Engershausen (qui fait maintenant partie de Preußisch Oldendorf ), Allemagne. Son père est maître maçon (il est tué au combat pendant la Première Guerre mondiale).
Après une formation dans le commerce, il travaille jusqu'en 1930 comme comptable dans une quincaillerie. Après avoir été au chômage pendant un peu plus de deux ans et demi, il trouve jusqu'en avril 1933 différents petits emplois, puis un poste de caissier assistant dans une banque à Lübbecke. En octobre 1933, il rejoint les SS puis le parti nazi en mai 1937.

### Carrière dans les camps de concentration
En 1940, il est muté au camp de concentration de Neuengamme où il fait partie de la Kommandantur jusqu'au printemps 1942. Il suit une formation militaire à la SS-Junkerschule de Brunswick. Devenu SS-Untersturmführer, il est muté au camp de Majdanek et est l'adjoint du commandant Martin Weiss jusqu'à son affectation à Auschwitz en mai 1944. Il devient alors l'adjoint du commandant Richard Baer et est promu au grade de SS-Obersturmführer.

### Fin de la guerre
Le 16 janvier 1945 est donné le dernier ordre général concernant Auschwitz. Les nazis font exploser la plupart des crématoires et brûlent leurs archives, puis évacuent du camp quelque 58 000 prisonniers en état de marcher. C'est ce qu'on appelle « la marche de la mort ».
Le 18 janvier, le camp est totalement vidé de ses occupants allemands et les détenus valides ont commencé leur marche de la mort vers différents camps de concentration. En tant qu'adjoint au commandant en chef, Karl Höcker reste à Auschwitz jusqu'à l'évacuation puis est transféré au camp de Dora avec Richard Baer.
Les deux hommes administrent le camp jusqu'à l'arrivée des Alliés. Cependant Höcker parvient à prendre la fuite et quitter le camp juste avant l'arrivée des Américains. Il est arrêté par les Britanniques à Rendsburg. Muni de faux papiers, il ne put être identifié. Ignorant tout de ses activités à Majdanek et Auschwitz, les Anglais le relâchèrent fin 1946. C'est sans doute à ce moment-là qu'il se débarrassa de son album devenu encombrant. Il retourna chez lui où il retrouva sa femme, ses deux enfants et un emploi de conseiller bancaire.

## Après Guerre

### Condamnations pour implications dans la Shoah
En 1965, Höcker est condamné à 7 ans de prison, pour son implication dans le meurtre de plus de 1000 personnes à Auschwitz. Il sera cependant libéré en 1970. En 1989 il sera condamné à 4 ans de prison, par le tribunal de district de la ville allemande de Bielefeld, pour sa participation dans le fonctionnement des chambres à gaz du camp de concentration de Majdanek.

### L'album photo d'Auschwitz
En 2006, un album de photos d'Auschwitz encore jamais vu à ce jour est arrivé à l'United States Holocaust Memorial Museum. L'album contient des images rares de la vie de fonctionnaires allemands à Auschwitz alors que le camp est en fonctionnement, y compris quelques photos de Josef Mengele à Auschwitz et à la Solahütte.
Höcker est mort en 2000, prétendant jusqu'à la fin qu'il n'avait rien à voir avec le camp d'extermination de Birkenau. Au cours de sa dernière déclaration au procès de Francfort en 1965, il a dit :
« Je n'ai appris ce qui se passait à Birkenau... que dans le temps où j'y étais ... et je n'ai rien à voir avec ça. Je ne pouvais rien y changer. Je n'avais aucune possibilité d'influencer ces événements, je ne les ai pas souhaités et je n'y ai pas participé. Je n'ai jamais fait de mal à personne ... Personne n'est jamais mort à Auschwitz à cause de moi. »
Höcker a déclaré qu'il n'avait jamais mis le pied sur la rampe lors de la sélection, bien qu'un survivant se soit rappelé qu'un officier du nom de Höcker avait été présent sur la rampe.[réf. nécessaire]

## Sources
- "In the Shadow of Horror, SS Guardians Frolic," New York Times article by Neil A. Lewis (Sept. 18, 2007)
- Karl Hoecker’s Album slideshow on The New Yorker's website
- "Nazi Scrapbooks from Hell", National Geographic Channel. November 30, 2008.
- Holocaust Survivors and Remembrance Project -- Karl Hoecker (Höcker)
- Documentaire sur Auschwitz, youtube.
- Baxter, Ian The Commandant : Rudolf Höss the creator of Auschwitz